# 扁担舞
扁担舞（壮语：foux dwk hanz）是一种壮族传统舞蹈，由打砻舞发展演变而来，一般由妇女表演。流传在广西都安县的林江、地苏、安阳乡和马山县的白山、古寨、加芳乡—带。该舞在新春期间最为盛行，寄托了群众渴望来年丰收的希望。

## 表演形式
表演人数不限，但必为双数，舞者持扁担面相对站于板凳2旁，按规定的「点子」击打舞蹈。时而竖握扁担互相对击，时而又横握扁担，以2端敲击凳面。有于板凳两侧的2人作1组互相对击，有与旁边1人对击，间以4人为1组斜向交叉击打。
击打「点子」有“插秧”、“车水”、“收割”、“打谷”、“点春水”、“碰碰欢”、“虏列表”、“虏列谷”、“虏列分水”、“虏列分阜”等，节奏明快紧凑，动作刚劲有力。
表演服饰为壮家妇女平时所穿的生活服装，包花头巾，穿斜襟上衣、傳統长裤，系胸兜；道具有板凳扁担两样，板凳为木制，长7英尺（下同），宽1尺2寸，高1尺5寸；扁招为竹制，长4尺5寸。无乐曲伴奏，主要依扁担敲击板凳和扁担互击的節奏而舞，节拍有2／4、3／4、4／4、5／4拍子交替击打，并配以竹筒、鼓、锣、小镲组合的打击乐伴奏。